# Hergeir Nielsen

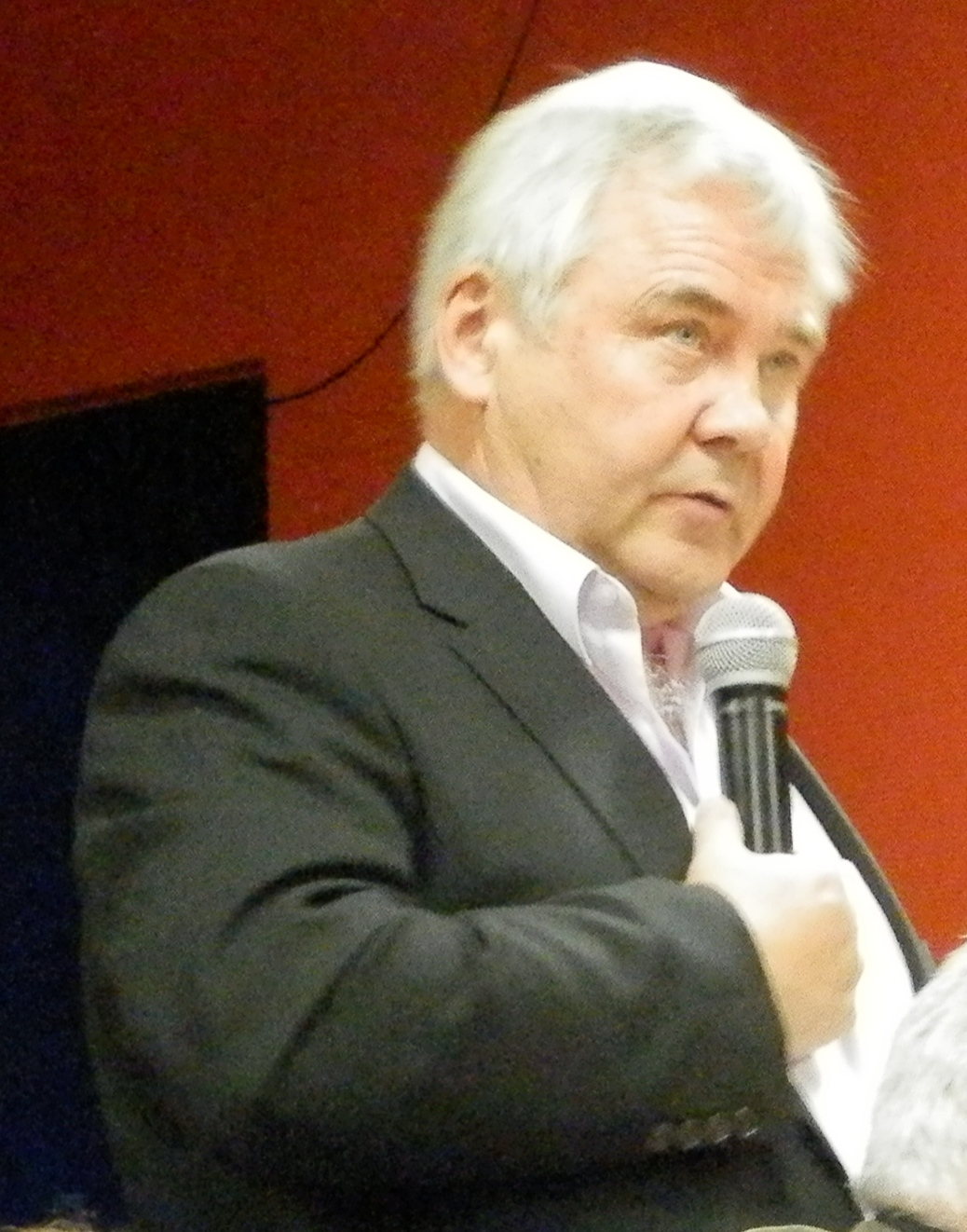
Hergeir Nielsen (2012)

Niels Jákup Hergeir Nielsen (* 27. August 1949 in Vágur, Suðuroy) ist ein färöischer Politiker der Tjóðveldisflokkurin TF, der unter anderem zwischen 1979 und 1981 Minister für Verkehr und Bildung	in der Landesregierung Atli Dam III sowie von 1984 bis 1994 und erneut zwischen 1994 und 2011 Mitglied des Løgting war. Er fungierte des Weiteren von 1987 bis 1988, 1989 sowie von 2008 bis 2011 als Løgtingsformaður und damit als Parlamentspräsident.

## Leben
Niels Jákup Hergeir Nielsen, Sohn von Emma Midjord und Johan Nielsen, absolvierte ein Lehramtsstudium am Nr. Nissum Seminarium und unterrichtete nach dessen Abschluss von 1972 bis 1976 als Schullehrer in Strendur sowie zwischen 1976 und 1991 in Leiti. Am 23. Januar 1979 wurde er in die Landesregierung Atli Dam III und bekleidete in dieser bis zum 5. Januar 1981 den Posten als Minister für Verkehr und Bildung. Nach seinem Ausscheiden aus der Landesregierung wurde er Mitglied sowie für ein Jahr lang Vorsitzender des Verkehrsrates (Samferðsluráðnum) und zugleich Mitglied des Nationalen Steuerausschusses (Landsskattanevndini). Beruflich war er neben seiner Lehrertätigkeit nach dem Erwerb eines Kapitänspatents 1982 auch als Schiffsführer sowie zwischen 1984 und 1989 als Sekretär der Kommune Sumbiar tätig.
Bei der Løgtingswahl am 8. November 1984 wurde Nielsen für die Republikanische Partei TF (Tjóðveldisflokkurin) erstmals zum Mitglied des Parlaments (Løgting) gewählt und vertrat in diesem nach seinen Wiederwahlen am 8. November 1988 und am 17. November 1990 bis zum 7. Juli 1994 den Wahlkreis „Suðuroyar“. Während seiner Parlamentszugehörigkeit war er zunächst zwischen 1984 und 1987 1. Vizepräsident des Parlaments und wurde 1987 als Nachfolger von Jacob Lindenskov als Løgtingsformaður erstmals Parlamentspräsident. Er bekleidete dieses Amt bis 1988 und wurde daraufhin von Jógvan Sundstein abgelöst. Er war daraufhin zwischen 1988 und 1989 wieder 1. Vizepräsident des Parlaments und übernahm von Sundstein von 1989 bis zu seiner Ablösung durch Agnar Nielsen wieder selbst das Amt als Løgtingsformaður. Im Anschluss war er von 1989 bis 1994 3. Vizepräsident des Parlaments. Er wurde 1992 neben Finnbogi Ísakson auch Redakteur und Herausgeber der Wochenzeitung „14. September“, der Parteizeitung der Tjóðveldisflokkurin, und gab die Zeitung zuletzt von 1993 bis 1994 allein heraus, als diese wie andere färöische Zeitungen während der schweren Finanz- und Wirtschaftskrise Anfang der 1990er Jahre in Schwierigkeiten geriet und das Erscheinen im September 1994 einstellte. Im Anschluss nahm er 1994 wieder eine Tätifkeit als Schullehrer in Leiti auf und war daneben zwischen 1995 und 1997 Vorstandsmitglied des Suðuroy-Krankenhauses sowie zeitgleich Mitglied des Fernsehausschusses (Sjónvarpsnevndini).
Bei der Løgtingswahl am 1. April 1998 wurde Hergeir Nielsen für die Tjóðveldisflokkurin wieder zum Mitglied des Løgting gewählt und vertrat nunmehr nach seinen Wiederwahlen am 30. April 2002, 20. Januar 2004 sowie 19. Januar 2008 bis zum 29. Oktober 2011 abermals den Wahlkreis „Suðuroyar“. Nachdem er in der 17. Legislaturperiode (2004 bis 2008) 1. Vizepräsident des Parlaments war, löste er zu Beginn der 18. Legislaturperiode 2008 Edmund Joensen als Parlamentspräsident und übte das Amt des Løgtingsformaður bis 2011 aus, woraufhin Jógvan á Lakjuni seine Nachfolge antrat. Er war mit Hanna Østerø verheiratet.